# 单身男女
《單身男女》是一部由杜琪峯導演執導的愛情片。此電影在2011年由香港寰亞電影有限公司出品、並於2011年3月31日在香港上映。監製有杜琪峯和韋家輝、劇中幾位主角由古天樂、高圆圆和吴彦祖领衔主演。是杜琪峯和韋家輝繼2001年的《瘦身男女》後，相隔十年再度攜手涉足的愛情片。
本片為第三十五屆香港國際電影節開幕電影，以及2011年大阪亞洲電影節特別招待作品。续集《单身男女2》于2014年11月11日上映。

## 剧情
從內地來港任職投資分析員的程子欣(高圓圓 飾)，在香港的感情生活與事業皆不如意，不僅前男友移情別戀，投資市場又面臨金融危機，工作時刻緊張，唯一的安慰是與對面商廈窗前一名叫張申然(古天樂 飾)的俊男隔空打情駡俏，有時還會互相鼓勵。子欣有次在巴士內，碰見了前男友與其懷孕的妻子一起，子欣當即落荒而逃，差點在馬路上被車撞，幸而，給一個打扮似乞丐的男生方啓宏(吳彥祖 飾)救了。子欣為了感激啓宏，把前男友的東西全部送予啓宏來變賣。原來，啓宏是一名失意建築師，而且經常買醉，最後子欣鼓勵他戒酒，從頭做起，還把一隻角蛙留下來陪他。
天意弄人，子欣本來決定與申然見面來一次真正約會，但申然卻跟了另一個美女走了，子欣傷心得像失戀似的。亦因此忘記了跟啓宏的一個約定，留下啓宏與角蛙在公園呆等。子欣的感情事再次觸礁。三年之後，申然竟成了子欣的老闆，子欣極憎恨這眼中的“賤男”，但申然卻想娶她為妻。此時，啓宏戒酒後成為了國家著名建築師，又搬往子欣辦公室對面的大廈工作，兩人重遇隔空再續前緣。事業有成的啓宏對子欣熱烈追求，申然才驚覺要加把勁，湊成兩男一女的三角關係。

## 演员
| 演員   | 角色                                                                                           |
| 古天樂 | 張申然（Sean），申然投資公司CEO，玩世不恭的金融才俊，因花心被子欣和喬伊絲戏称“賤男”            |
| 高圓圓 | 程子欣，從蘇州來港工作的証券分析員，歐文前女友，張申然經常在他失意時在玻璃窗貼上便利貼來安慰她 |
| 吳彥祖 | 方啟宏，曾經失意的建築師經由子欣的鼓勵下重新振作                                               |
| 林 雪  | John，娘娘腔的証券分析部部長                                                                   |
| 瑞 莎  | Angelina，張申然一夜情的对象                                                                   |
| 賈曉晨 | 喬伊絲（Joyce）方啟宏公司的職員，愛慕上司啟宏。被啟宏拒絕後跟申然約會。                        |
| 尹子維 | 歐文，程子欣交往7年的前男友，後來另結新歡。                                                    |
| 李施嬅 | 歐文太太                                                                                       |
| 羅泳嫻 | 露詩（Lucy），張申然秘書                                                                       |
| 何佩瑜 | 酒吧美女(無對白)                                                                               |

## 歌曲
電影插曲選用了陶喆的《愛很簡單》及王菲的《我願意》。

## 工作人員
- 導演：杜琪峯
- 監製：杜琪峯、韋家輝
- 編劇：韋家輝、游乃海、陳偉斌、歐文傑
- 出品人：莊澄
- 攝影指導：鄭兆強 （HKSC）
- 剪接：David Richardson、梁展綸
- 製片：夏澤信
- 美術指導：陳錦河、李清渝
- 美術顧問：余家安
- 服裝指導：黃家寶

## 奖项提名
| 頒獎典禮             | 獎項       | 名單                           | 結果 |
| -------------------- | ---------- | ------------------------------ | ---- |
| 第31届香港电影金像奖 | 最佳编剧   | 韦家辉、游乃海、陈伟斌、欧文杰 | 提名 |
| 第31届香港电影金像奖 | 最佳女主角 | 高圆圆                         | 提名 |

## 外部連結
- 《單身男女》電影官網 （页面存档备份，存于）
- 新浪报道专题 （页面存档备份，存于）
- Yahoo奇摩電影上《单身男女》的資料（繁體中文）
- MSN娛樂上《单身男女》的資料（繁體中文）

- 開眼電影網上《单身男女》的資料（繁體中文）
- 香港影庫上《单身男女》的資料（繁體中文）
- 豆瓣电影上《单身男女》的資料 （简体中文）
- 时光网上《单身男女》的資料（简体中文）
- AllMovie上《单身男女》的资料（英文）
- 爛番茄上《单身男女》的資料（英文）
- 互联网电影数据库（IMDb）上《单身男女》的资料（英文）

| 上一届： 《無名殺機》 | 2011年香港一週票房冠軍 第13週 第14週 | 下一届： 《3D肉蒲團之極樂寶鑑》 |

| 上一届： 《洛杉矶之战》 | 2011年中国内地一周票房冠军 第15周（4月4日—4月10日） | 下一届： 《战国》 |